# Wass
Wass är en by i civil parish Byland with Wass, i kommunen North Yorkshire, i grevskapet North Yorkshire, i England. Byn är belägen 13 km från Thirsk. Wass var en civil parish 1866–1887 när blev den en del av Byland with Wass. Civil parish hade 113 invånare år 1881.